# Zuiweng Tingji
Zuiweng Tingji (eenvoudig Chinees: 醉翁亭记; traditioneel Chinees: 醉翁亭記;pinyin: Zùiwēng Tíng Jì; Nederlands: ‘Beschrijving van het Paviljoen van de Oude Drinker’) is een semi-autobiografisch gedicht van Ouyang Xiu (1007 – 1072). De titel verwijst naar hemzelf en het Zuiweng Paviljoen in Chuzhou Stad, Anhui, China. De bekendste regel van het gedicht is: "De Oude Drinker geeft niet om wijn, zijn interesse ligt in het landschap" (醉翁之意不在酒，在乎山水之間也), een idioom, nog steeds in gebruik in modern China, om iemand te beschrijven met een verdekt motief.

## Vertaling[1]
Rondom Chu zijn overal bergen en de bergtoppen in het Zuidwesten, de bossen en valleien zijn bijzonder mooi. Kijkend naar Langye ziet men dat het vochtig is en vol met bloemen. Lopend in de bergen drie a vier kilometer, hoort men langzamerhand het chan chan van stromend water tussen twee pieken. Dit is de “Brouwer’s Bron”. Terugkerend naar het bergpad, is daar een paviljoen met uitgestrekte vleugels, waar de bron naar afdaalt. Dit is het paviljoen van de “Oude Dronkaard”. Het paviljoen werd gebouwd door een boeddhistische priester van de berg, Zhi Xian. Wat betreft zijn naam, de Grote Waard noemde het naar hemzelf. De Grote Waard en zijn gasten komen hier drinken en drinken maar weinig en zijn meteen in hoger sferen. Toen hij ouder werd, gaf de Grote Waard zichzelf de naam “Oude Drinker’’. De Oude Drinker geeft niet om wijn, zijn interesse ligt in het landschap. Het plezier van de bergen en stromen wordt verkregen in het hart en bewaard in wijn.
Stel je de rijzende zon en de verdwijning van de mist voor, de terugkeer van wolken en het donker worden van de grotten aan de zijde van de kliffen. Deze veranderingen tussen donker en licht zijn de zonsopkomst en -ondergang in de bergen. De aroma van het land is zwakjes ruikbaar; mooie bomen bloeien en gedijen in de schaduw; de wind is prettig en de vorst is zuiver; het waterpeil zakt en rotsen komen boven; dit zijn de vier seizoenen tussen de bergen. Men vertrekt bij zonsopgang en keert terug bij zonsondergang. De vier seizoenen zijn niet hetzelfde; en hun geneugten zijn onuitputtelijk. Wie lasten draagt zingt over de vervuilde paden; wie wandelt rust onder de bomen. Wie voorop loopt roept en wie achterloopt antwoord. Mensen kromgebogen over ouderen en degenen die kinderen met de hand leiden, komen zonder stoppen, dit zijn de uitstapjes van de mensen van Chu. Vissende juist voor de kreek, de stroom is diep en de vissen zijn mollig. Brouwende het bronwater tot wijn, het bronwater is welriekend en de wijn is puur.
Vlees van wild en wilde groente liggen uitgestald in een assortiment voor het feest van de Grote Waard. De blijdschap op het feest hebben niets te doen met snaren en fluiten. Dobbelaars en spelers van Chinees schaak zijn zegevierend. Wijnbekers en vleesschotels gaan heen en weer en mensen zitten en staan rumoerig op. De meeste gasten zijn blij. Seniel-kijkend en grijs, ingezakt tussen hen is de Grote Waard, dronken. Niet lang erna, zakt de zon tussen de bergen en de schaduwen van de mensen verspreiden zich ongeordend.
De Grote Waard keert terug en de gasten volgen. Het bos is donker en er zijn overal vogelgeluiden: de reizigers zijn weg en de vogels zijn blij. Natuurlijk, de vogels kennen de geneugten van bergen en bossen en kennen niet de blijdschap van de mensen.
Mensen nemen de blijdschap van de Waard over, maar weten niet dat de blijdschap van de waard hun eigen blijdschap is. De Grote Waard is iemand die zijn vreugde kan delen als hij dronken is en kan het uitdrukken in literatuur als hij nuchter is. Hoe wordt de Grote Waard genoemd? Hij is Ouyang Xiu van Luling.